# La Nuit de Sybille
Pour plus de détails, voir Fiche technique et Distribution.
La Nuit de Sybille est un film français réalisé par Jean-Paul Paulin, sorti en 1947.

## Fiche technique
- Titre : La Nuit de Sybille
- Réalisation : Jean-Paul Paulin
- Scénario et dialogues : Marc-Gilbert Sauvajon
- Photographie : Jean Bourgoin
- Montage : Andrée Sélignac
- Musique : Georges van Parys
- Décors : René Moulaert
- Société de production : Francinalp
- Tournage : du 14 février au 29 mars 1946
- Pays d'origine :  France
- Format : Noir et blanc - 35 mm - 1,37:1
- Genre : Comédie
- Durée : 90 minutes
- Date de sortie : 
  - France - 5 mars 1947

## Distribution
- Paulette Élambert : Sybille
- Lucien Baroux : Chambon
- Daniel Gélin : Stany
- Pierre Larquey : Ancelin
- Manuel Gary : Jacques
- Odette Barencey : la paysanne